# François Jauffret
Pour les articles homonymes, voir Jauffret.
François Claude Jauffret, né le 9 février 1942 à Caudéran, est un joueur de tennis français amateur puis professionnel des années 1960 et 1970.

## Biographie
Fils d'un ingénieur, François Jauffret est le cadet d'une famille célèbre du tennis français. Son frère ainé Jean-Paul (né en 1930), a été champion de France cadets en 1946, vice-champion de France junior et a atteint le deuxième tour à Roland-Garros en 1953. Il est devenu homme d'affaires. Son autre frère, Pierre (1937-2023), a également été champion de France cadet et junior et a participé au second tour de l'édition 1963 des Internationaux de France. Son neveu est l'ancien joueur et actuellement entraîneur, Loïc Courteau. Il a étudié à Sainte-Marie Grand Lebrun et a obtenu un diplôme de l'Union professionnelle des comptables de France.
Il a comme ses frères été champion de France cadet en 1958 puis junior en 1959. Il a ensuite remporté la Coupe Galea (Coupe Davis des moins de 21 ans) de 1960 à 1962 (avec Alain Bresson, Christian Duxin, Daniel Contet et Jean-Claude Barclay).
François Jauffret détient le record de 35 sélections en Équipe de France de Coupe Davis entre 1964 et 1978. Dans la compétition, il a battu Ilie Năstase en 1974 (alors n°3 mondial) et 1977 et surtout les italiens Adriano Panatta et Corrado Barazzutti en demi-finale européenne en 1975. Il a été champion de France (le National) en simple à 7 reprises (1964, 1969, 1971-1974, 1977) et en double à 3 reprises (1963 avec Barclay, 1964 avec Barthes et 1966 avec Darmon). Finaliste de la Coupe Porée en 1961 et 1963, il a remporté le tournoi sans interruption de 1969 à 1973. En 1969, il devient le premier joueur français titré de l'ère Open lorsqu'il s'impose à Buenos Aires. Il y réalise un beau parcours en éliminant successivement Kodeš, Emerson puis Franulović en finale.
C'est surtout à Roland-Garros que François Jauffret étoffe son palmarès. Son meilleur résultat est une demi-finale en 1966 grâce à une victoire sur Roy Emerson, numéro deux mondial (1-6, 6-3, 6-4, 4-6, 6-4). Il atteint les quarts de finale en 1970 puis de nouveau les demi-finales en 1974 après avoir sorti le double vainqueur du tournoi Jan Kodeš en huitième. En 1976, lors d'une journée très chaude, il pousse Björn Borg aux 5 sets en 1/8 de finale et ne s'incline que 10-8 après plus de 4 heures de jeu . Au tour suivant, Borg, qui n'a pas récupéré, tombe contre Panatta.
Sur le plan professionnel, il a travaillé en tant que chef-comptable au Club du Lys de Chantilly à la fin des années 1960, puis chez Spring Court et Fred Perry de 1966 à 1970, Aigle Sport depuis 1973, Slazenger de 1974 à 1977 (notamment en tant que directeur des ventes) et enfin chez Gauthier jusqu'en 1983. Il travaille désormais pour la Fédération française de tennis. En 1984, il est nommé directeur technique adjoint, puis devient DTN principal en 1990 et jusqu'en 1995. Au milieu des années 2000, il est président de la ligue de Val-de-Marne. Vice-président depuis 2009, il est nommé le 20 février 2017 chargé des travaux, de la logistique et de la sécurité.
Il est chevalier de la Légion d'honneur, chevalier de l'ordre du mérite sportif et médaillé d'or de l'Académie des sports.

## Palmarès

### Titres en simple messieurs
| No | Date       | Nom et lieu du tournoi                          | Catégorie | Dotation | Surface      | Finaliste         | Score              |  |
| -- | ---------- | ----------------------------------------------- | --------- | -------- | ------------ | ----------------- | ------------------ |  |
| 1  | 10-11-1969 | Tournoi de tennis de Buenos Aires, Buenos Aires |           | NC $     | Terre (ext.) | Željko Franulović | 3-6, 6-2, 6-4, 6-3 |  |
| 2  | 21-03-1977 | Egyptian Open, Le Caire                         |           | 30 000 $ | Terre (ext.) | Frank Gebert      | 6-3, 7-5, 6-4      |  |

### Finales en simple messieurs
| No | Date       | Nom et lieu du tournoi                | Catégorie | Surface      | Vainqueur         | Score               |  |
| -- | ---------- | ------------------------------------- | --------- | ------------ | ----------------- | ------------------- |  |
| 1  | 19-04-1966 | Internationaux de Paris, Paris        |           | Terre (ext.) | Jaime Pinto-Bravo | 7-5, 6-1, 8-10, 6-2 |  |
| 2  | 25-04-1967 | Internationaux de Paris, Paris        |           | Terre (ext.) | Pierre Darmon     | 6-3, 6-2, 6-2       |  |
| 3  | 26-04-1971 | City of Paris, Paris                  |           | Terre (ext.) | Stan Smith        | 6-2, 6-4, 7-5       |  |
| 4  | 13-05-1974 | Bavarian Tennis Championships, Munich |           | Terre (ext.) | Jürgen Fassbender | 6-2, 5-7, 6-1, 6-4  |  |
| 5  | 03-03-1975 | Tournoi de tennis du Caire, Le Caire  |           | Terre (ext.) | Manuel Orantes    | 6-0, 4-6, 6-1, 6-3  |  |

## Parcours dans les tournois duGrand Chelem

### En simple
| Année | Open d'Australie | Open d'Australie | Internationaux de France | Internationaux de France | Wimbledon       | Wimbledon       | US Open        | US Open    |
| ----- | ---------------- | ---------------- | ------------------------ | ------------------------ | --------------- | --------------- | -------------- | ---------- |
| 1961  | —                | —                | 3e tour (1/16)           | B. Wilson                | 1er tour (1/64) | R. Krishnan     | —              | —          |
| 1962  | —                | —                | 2e tour (1/32)           | M. Santana               | —               | —               | —              | —          |
| 1963  | —                | —                | 1er tour (1/64)          | J. Brichant              | 2e tour (1/32)  | J.-E. Lundqvist | —              | —          |
| 1964  | —                | —                | 3e tour (1/16)           | C. Drysdale              | 2e tour (1/32)  | M. Sangster     | —              | —          |
| 1965  | 1/8 de finale    | R. Emerson       | 2e tour (1/32)           | T. Roche                 | 3e tour (1/16)  | K. Diepraam     | —              | —          |
| 1966  | —                | —                | 1/2 finale               | T. Roche                 | —               | —               | —              | —          |
| 1967  | —                | —                | 3e tour (1/16)           | M. Mulligan              | 1er tour (1/64) | J. Newcombe     | —              | —          |
| 1968  | —                | —                | 1/8 de finale            | T. Koch                  | —               | —               | —              | —          |
| 1969  | —                | —                | 2e tour (1/32)           | M. Mulligan              | 2e tour (1/32)  | P. Dent         | —              | —          |
| 1970  | —                | —                | 1/4 de finale            | G. Goven                 | 1er tour (1/64) | B. Bertram      | —              | —          |
| 1971  | —                | —                | 1/8 de finale            | J. Kodeš                 | 1er tour (1/64) | J. Borowiak     | —              | —          |
| 1972  | —                | —                | 3e tour (1/16)           | I. Fletcher              | 1/8 de finale   | J. Connors      | —              | —          |
| 1973  | —                | —                | 1/8 de finale            | I. Năstase               | —               | —               | —              | —          |
| 1974  | —                | —                | 1/2 finale               | R. Orantes               | 2e tour (1/32)  | I. Fletcher     | —              | —          |
| 1975  | —                | —                | 1/8 de finale            | R. Ramírez               | —               | —               | 1/8 de finale  | R. Orantes |
| 1976  | —                | —                | 1/8 de finale            | B. Borg                  | 1er tour (1/64) | V. Amritraj     | —              | —          |
| 1977  | —                | —                | 2e tour (1/32)           | J. Yuill                 | —               | —               | 2e tour (1/32) | S. Stewart |
| 1978  | —                | —                | 1er tour (1/64)          | G. Moretton              | —               | —               | —              | —          |
| 1979  | —                | —                | 1er tour (1/64)          | V. Pecci                 | —               | —               | —              | —          |
| 1980  | —                | —                | 1er tour (1/64)          | K. Warwick               | —               | —               | —              | —          |

N.B. : à droite du résultat se trouve le nom de l'ultime adversaire.

### En double
| Année | Open d'Australie | Open d'Australie | Internationaux de France                                                                 | Internationaux de France                                                           | Wimbledon                                                                          | Wimbledon | US Open | US Open |
| ----- | ---------------- | ---------------- | ---------------------------------------------------------------------------------------- | ---------------------------------------------------------------------------------- | ---------------------------------------------------------------------------------- | --------- | ------- | ------- |
| 1968  | —                | —                | 2e tour (1/16) P. Darmon \|\| style="text-align:left;" \| T. Addison R. Ruffels          | —                                                                                  | —                                                                                  | —         | —       |         |
| 1969  | —                | —                | 2e tour (1/16) D. Contet \|\| style="text-align:left;" \| T. Okker M. Riessen            | 1/4 de finale D. Contet \|\| style="text-align:left;" \| J. Newcombe T. Roche      | —                                                                                  | —         |         |         |
| 1970  | —                | —                | 1/2 finale G. Goven \|\| style="text-align:left;" \| A. Ashe C. Pasarell                 | —                                                                                  | —                                                                                  | —         | —       |         |
| 1971  | —                | —                | 2e tour (1/16) J.-L. Rouyer \|\| style="text-align:left;" \| T. Addison M. Holeček       | 1er tour (1/32) J.-L. Rouyer \|\| style="text-align:left;" \| J. Alexander P. Dent | —                                                                                  | —         |         |         |
| 1972  | —                | —                | —                                                                                        | —                                                                                  | 1er tour (1/32) W. N'Godrella \|\| style="text-align:left;" \| P. Lall J. Mukerjea | —         | —       |         |
| 1973  | —                | —                | 2e tour (1/16) P. Barthès \|\| style="text-align:left;" \| I. Molina J. Velasco          | —                                                                                  | —                                                                                  | —         | —       |         |
| 1974  | —                | —                | 1/8 de finale P. Barthès \|\| style="text-align:left;" \| J. Gisbert I. Năstase          | —                                                                                  | —                                                                                  | —         | —       |         |
| 1975  | —                | —                | 1/8 de finale P. Dominguez \|\| style="text-align:left;" \| E. Dibbs H. Solomon          | —                                                                                  | —                                                                                  | —         | —       |         |
| 1976  | —                | —                | 1/2 finale P. Dominguez \|\| style="text-align:left;" \| B. Gottfried R. Ramírez         | 2e tour (1/16) P. Proisy \|\| style="text-align:left;" \| J. Denaley S. Menon      | —                                                                                  | —         |         |         |
| 1977  | —                | —                | 2e tour (1/16) P. Dominguez \|\| style="text-align:left;" \| H. Gildemeister F. González | —                                                                                  | —                                                                                  | —         | —       |         |
| 1978  | —                | —                | 1er tour (1/32) P. Dominguez \|\| style="text-align:left;" \| B. Gottfried R. Ramírez    | —                                                                                  | —                                                                                  | —         | —       |         |
| 1980  | —                | —                | 1/8 de finale P. Barthès \|\| style="text-align:left;" \| H. Günthardt P. Složil         | —                                                                                  | —                                                                                  | —         | —       |         |
| 1981  | —                | —                | 1er tour (1/32) L. Courteau \|\| style="text-align:left;" \| C. Kirmayr C. Motta         | —                                                                                  | —                                                                                  | —         | —       |         |

N.B. : le nom du ou de la partenaire se trouve sous le résultat ; les noms des ultimes adversaires se trouvent à droite.

## Victoires sur le top 10 ATP
- 1974 : Ilie Năstase, no 3 à Bucarest (Coupe Davis) : 2-6, 6-4, 6-3, 6-2
- 1974 : Manuel Orantes, no 9 à Hambourg : 6-4, 2-6, 6-3
- 1974 : Guillermo Vilas, no 10 à Barcelone : 7-5, 6-4
- 1975 : Tom Okker, no 8 à Monte-Carlo : 6-4, 6-0
- 1977 : Ilie Năstase, no 7 à Roland-Garros (Coupe Davis) : 3-6, 0-6, 6-4, 6-3, 6-1

## Distinctions
- Chevalier de la Légion d'honneur (décret du 12 juillet 1996)[10]